# Seuneubok Jalan (Idi Tunong)
Seuneubok Jalan is een bestuurslaag in het regentschap Aceh Timur van de provincie Atjeh, Indonesië. Seuneubok Jalan telt 731 inwoners (volkstelling 2010).